# 清涼院 (徳川家慶側室)
清涼院（せいりょういん、? - 弘化4年1月25日（1847年3月11日））は、江戸幕府の12代将軍・徳川家慶の側室。俗名は久、または定。
父は幕臣・押田勝長で、11代将軍・徳川家斉の側室で家慶の生母である香琳院の姪であるとされる。部屋子となった後、西丸御次、中臈となる。家慶の側室・秋月院も親類にあたるという説がある。
家慶との間には文化11年（1814年）に長女・達姫、文政2年（1819年）に次男・嘉千代を出産するが、いずれも夭折した。文政8年（1825年）に五男・初之丞（後の慶昌）を出産した。
弘化4年（1847年）1月25日に死去した。戒名は清涼院浄譽呑梁妙薫大姉。